# 拉多加 (印地安納州)
拉多加（英語：Ladoga）是一個位於美國印地安納州蒙哥馬利縣的城鎮。

## 人口
根據2010年美國人口普查的數據，拉多加的面積為1.39平方千米，當中陸地面積為1.39平方千米，而水域面積為0.00平方千米。當地共有人口843人，而人口密度為每平方千米606人。